# Вила Биђони (Ријети)
Вила Биђони је насеље у Италији у округу Ријети, региону Лацио.
Према процени из 2011. у насељу је живело 72 становника. Насеље се налази на надморској висини од 923 м.